# Municipio de Langola
El municipio de Langola (en inglés: Langola Township) es un municipio ubicado en el condado de Benton en el estado estadounidense de Minnesota. En el año 2010 tenía una población de 906 habitantes y una densidad poblacional de 8,47 personas por km².

## Geografía
El municipio de Langola se encuentra ubicado en las coordenadas 45°46′51″N 94°12′29″O / 45.78083, -94.20806. Según la Oficina del Censo de los Estados Unidos, el municipio tiene una superficie total de 107.02 km², de la cual 102,96 km² corresponden a tierra firme y (3,79 %) 4,06 km² es agua.

## Demografía
Según el censo de 2010, había 906 personas residiendo en el municipio de Langola. La densidad de población era de 8,47 hab./km². De los 906 habitantes, el municipio de Langola estaba compuesto por el 98,9 % blancos, el 0,11 % eran afroamericanos, el 0,11 % eran amerindios, el 0,11 % eran asiáticos, el 0,44 % eran de otras razas y el 0,33 % eran de una mezcla de razas. Del total de la población el 0,66 % eran hispanos o latinos de cualquier raza.